# Eddigehausen
 (octobre 2021).
Eddigehausen est un quartier de la commune allemande de Bovenden, appartenant à l'arrondissement de Göttingen, dans le Land de Basse-Saxe.

## Géographie
Eddigehausen se situe entre les contreforts sud-ouest du Wittenberg (386 m d'altitude, au nord-est, avec le château de Plesse), l'Ibenberg (388 m, à l'est) et le Hainberg (355 m, au sud), les deux montagnes à l'extrême nord-ouest de la forêt de Göttingen. La ville de Göttingen est à environ 7 km au sud.

## Histoire
Le village d'Eddigehausen est mentionné pour la première fois en 1192 sous le nom d'Oddingehusen. Le nom signifie "Dans les maisons du peuple d'Othon". Au centre du village se trouvait la basse-cour du château de la Plesse, devenue plus tard un domaine dont l'ensemble de bâtiments existe encore aujourd'hui dans le vieux village. On croit que le domaine et l'église d'Eddigehausen aient pu être reliés au château de Plesse par un passage souterrain. 
À partir du 1624, une quantité de céréales est distribuée annuellement aux pauvres du village grâce aux revenus du domaine. La base de cette coutume est une fondation de Julienne de Nassau-Dillenbourg. Après avoir survécu avec succès à un accident au pied de la Plesse, elle et ses descendants s'engagent dans ce don annuel aux pauvres d'Eddigehausen. Il faudra attendre la réforme monétaire de 1948 pour que la fondation se retire, après quoi la distribution annuelle de l'État fut déjà remplacée en 1939 par un versement unique de 3 000 marks à la paroisse.
Dans l'église baroque de l'époque du landgraviat de Hesse-Cassel (construite en 1786) est suspendue la cloche "Maria", coulée en 1458 par un fondeur de cloches Matthias von Northeim.
La source Mariaspring appartient à Eddigehausen. Il alimente le Rauschenwasser, qui faisait tourner autrefois jusqu'à neuf moulins différents à court terme. A la fin du XVIIIe siècle et au début de la Première Guerre mondiale, un restaurant d'excursion est construit sur le site de la papeterie fondée par Henning Hasenbalg : le « Tanz- und Studentenparadies Mariaspring ». Pendant la Seconde Guerre mondiale, il est transformé en hôpital de la Croix-Rouge allemande. Aujourd'hui encore, le logo d'une croix rouge brille sur la nouvelle façade de la Heimvolkshochschule. Dans le même temps, les Jeunesses hitlériennes installent un camp d'entraînement au château de Plesse.
Le 1er janvier 1973, Eddigehausen fusionne avec Bovenden.

## Personnalités
- Moritz Gerhard Thilenius (1745-1808), médecin[3].

## Source, notes et références
- (de) Cet article est partiellement ou en totalité issu de l’article de Wikipédia en allemand intitulé « Eddigehausen » (voir la liste des auteurs).

1. ↑  (de) « Einwohnerstatistik », sur Commune de bovenden, 2018 (consulté le 29 octobre 2021)
2. ↑  (de) Statistisches Bundesamt, Historisches Gemeindeverzeichnis für die Bundesrepublik Deutschland. Namens-, Grenz- und Schlüsselnummernänderungen bei Gemeinden, Kreisen und Regierungsbezirken vom 27.5.1970 bis 31.12.1982, 1983 (ISBN 3-17-003263-1)
3. ↑  Jean Eugène Dezeimeris, Charles-Prosper Ollivier, Jacques Raige-Delorme, Dictionnaire historique de la médecine ancienne et moderne : Précis de l'histoire générale, technologique et littéraire de la médecine suivi de la bibliographie médicale du dix-neuvième siècle, Béchet, 1839, 443 p. (lire en ligne), p. 260